# Les Frangines (téléfilm, 2002)
Pour les articles homonymes, voir Les Frangines.
Pour plus de détails, voir Fiche technique et Distribution.
Les Frangines est un téléfilm comédie franco-belgo-suisse réalisé par Laurence Katrian, diffusé en 2002.

## Synopsis
À l'ouverture du testament de son père, Alix Castelac, mannequin jet-set, se découvre une demi-sœur, Noémie Boileau, avec laquelle elle a obligation de partager la somptueuse propriété familiale. Cette dernière est chauffeur routier et n'a rien de commun avec Alix. La cohabitation dégénère et Mimie décide de reprendre la route. Mais Marc-Antoine, le fils d'Alix (muet) fugue, se cache dans le camion de sa tante, puis pour échapper à sa mère venue le récupérer, dans celui de Bertrand, un collègue de Noémie, qui fait route vers le Portugal. Alix et Noémie commencent alors un périple en camion de 35 tonnes de Paris à Lisbonne pendant lequel les incidents de parcours vont se succéder. Les deux sœurs, fatiguées de se faire la guerre, finiront par déposer les armes, admettre leurs différences, se comprendre, et pourquoi pas… s'aimer.

## Fiche technique
- Réalisation : Laurence Katrian
- Scénario : Didier Lacoste et Lorraine Lévy
- Dates de 1re diffusion :
  - Belgique : 26 octobre 2002 sur RTBF
  - France : 29 octobre 2003 sur TF1

## Distribution
Sauf indication contraire, les informations mentionnées dans cette section peuvent être confirmées par la base de données cinématographiques IMDb,  présente dans la section « Liens externes ».
- Arielle Dombasle : Alix
- Michèle Bernier : Noémie
- Guillaume Gallienne : Édouard
- Olivier Loustau : Bertrand
- Laurence Yayel : Becky
- Michèle Garcia : Lulu
- Pedro Mourão : Marc-Antoine
- Paulo Pires : Lorenzo
- Isabel Cruz : Ingrid
- Francis Selleck : Le notaire
- Jean-Louis Michel : Gomard
- Luís Zagalo : Le prêtre
- Joaquim Guerreiro : Le docker
- Frédérique Bel : Routier 1
- Quimbé : Routier 2
- Miguel Romeira : Routier 3
- Joaquim Nicolau : Routier sympa
- Ana Reis : Employée péage
- Manuel Castro e Silva : Demanges
- Carlos António : Le coiffeur
- Arnaldo Junior : Le badaud

## Récompense
- Prix spécial de la Ville de Saint-Tropez pour Michèle Bernier au Festival de la fiction TV de Saint-Tropez 2003[1]